# بيوس - مبادرة الإبداع الحيوي للمجتمع المفتوح
تهدف مبادرة (الإبداع الحيوي للمجتمع المفتوح) الدولية (بالإنجليزية:  Biological Innovation for Open Society)‏ أو ما يُطلق عليها (بيوس BiOS)، وهي مبادرة حيوية (بيولوجية) مفتوحة المصدر، إلى إثراء الإبداع وحرية العمل (بالإنجليزية: freedom to operate)‏ في مجال العلوم الحيوية (البيولوجية). حيث أطلقت كامبيا، وهي منظمة غير ربحية دولية اُنْشِأت أساساً لجعل الإبداع عملية ديمقراطية من حق الجميع، في 10 فبراير 2005 تلك المبادرة، والتي كانت نواياها تتمثل في الشروع في وضع معاييرٍ وممارساتٍ جديدةٍ لخلق أدوات تساعد على الإبداع البيولوجي، وذلك وفقاً لمواثيقٍ مُلزِمَةٍ لحماية وحفظ فوائدها (تلك الأدوات)، في حين يتم السماح لمختلف نماذج الأعمال بتطبيق تلك الأدوات.
وكما وصف Richard Anthony Jefferson، المدير التنفيذي لكامبيا، فإن مبادرة بيوس (الإبداع الحيوي للمجتمع المفتوح) بدأت العمل مع مجموعة شركاتٍ صغيرةٍ، مكاتبٍ الجامعات لنقل التكنولوجيا (بالإنجليزية: technology transfer)‏، المحامين، والمؤسسات متعددة الجنسيات لخلق قاعدة عملٍ لمشاركة التقنية المستديمة والمنتجة. كما طورت الأحزاب المختلفة إتفاق نقل المادة (بالإنجليزية: Material Transfer Agreement)‏ التابع للمبادرة وكذلك رخصة مبادرة بيوس  كأدواتٍ شرعيةٍ لتسهيل هذا الأهداف.